# Himalayasmygsångare
Himalayasmygsångare (Locustella kashmirensis) är en nyligen urskiljd fågelart i familjen gräsfåglar inom ordningen tättingar.

## Utseende och läten
Himalayasmygsångaren är en ganska liten (12–14 cm), varmbrun smygsångare med rätt kort och rundad stjärt, långa bruna undre stjärttäckare med vita fjäderspetsar samt en tunn och spetsig näbb. Den är mycket lik fläckig smygsångare som den tidigare ansågs vara en del av, men är generellt blekare, mindre fläckad på strupen, blekare gulbrun på undre stjärttäckarna med bredare vita spetsar samt kortare stjärt. Sången är också mer högfrekvent med två istället för ett "surr" per strof istället för ett.

## Utbredning och systematik
Himalayasmygsångaren förekommer i västra Himalaya i nordvästra Indien (Himachal Pradesh, Uttarakhand), möjligen även Kashmir baserat på två äldre fynd. Den har även nyligen upptäckts i västcentrala Nepal där den antas häcka. Utbredningsområdet utanför häckningstid är i stort okänt, men inkluderar troligen slättmarker i Uttarakhand.

## Systematik
Tidigare betraktades den som en underart till fläckig smygsångare (L. thoracica), men skiljer sig genetiskt samt i utseende och läten. Den behandlas som monotypisk, det vill säga att den inte delas in i några underarter.

### Släktestillhörighet
Arten placerades tidigare i släktet Bradypterus men DNA-studier visar att de asiatiska medlemmarna av släktet står nära arterna i Locustella och förs därför numera dit.

### Familjetillhörighet
Gräsfåglarna behandlades tidigare som en del av den stora familjen sångare (Sylviidae). Genetiska studier har dock visat att sångarna inte är varandras närmaste släktingar. Istället är de en del av en klad som även omfattar timalior, lärkor, bulbyler, stjärtmesar och svalor. Idag delas därför Sylviidae upp i ett flertal familjer, däribland Locustellidae.

## Levnadssätt
Himalayasmygsångare häckar i fuktig alpin vegetation med högväxta örter. Knappt någon information finns om födan, men den antas leva av insekter och födosökningsbeteendet liknar mycket fläckig smygsångare.

## Status och hot
Arten har ett stort utbredningsområde och en stor population med stabil utveckling och tros inte vara utsatt för något substantiellt hot. Utifrån dessa kriterier kategoriserar internationella naturvårdsunionen IUCN arten som livskraftig (LC).